# دشت

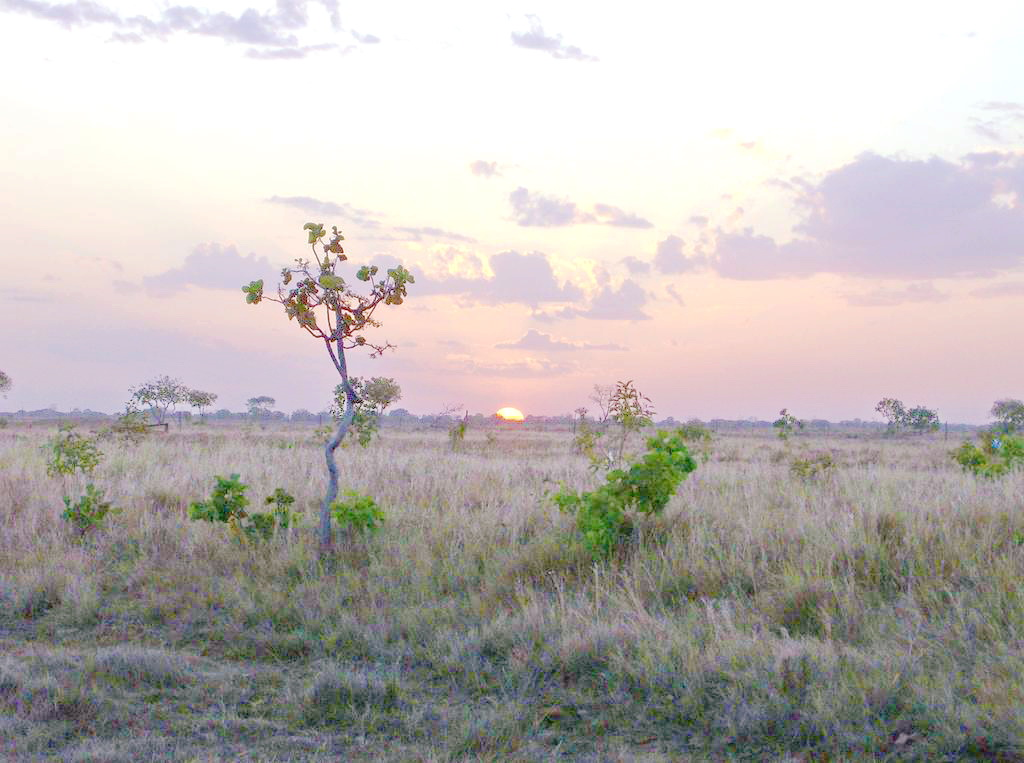
غروب خورشید در دشت‌های مرکزی (للانوس)، ایالت گوآریکو، ونزوئلا

دشت (به انگلیسی: Plain) یا مناطق پست و جلگه‌ای (lowland)، مکانی است که بیابان است اما به دلیل پست و همواری که از آبرفت رودها را وجود آورده‌است، از یک سو به کوه‌ها و از سوی دیگر به مناطق پست راه دارد و به دریا یا دریاچه‌ای دائمی راه دارد.
به زمین مسطح و نسبتاً همواری می‌گویند که معمولاً بلندای کمی داشته باشد. اینگونه زمین‌ها به روش‌های گوناگون پدید می‌آیند که هر کدام بر حسب مورد نام‌گذاری می‌شوند، مانند جلگه آبرفتی و جلگه ساحلی و همچنین مسیله.
گیاه طبیعی بیشتر جلگه‌های معتدله علف است که به آن علفزار می‌گویند. معمولاً به جلگههای خشک و کم‌گیاه‌تر دشت هم می‌گویند.
از جلگه‌های اصلی ایران می‌توان به جلگه خوزستان، جلگه مازندران، جلگه کرمانشاه، جلگه مرودشت، جلگه گرگان و جلگه گیلان اشاره کرد.
جلگه‌های کوچکتر با حاصلخیزی بالا از قرار زیر است
جلگه مغان، جلگه کامفیروز، فیروزآباد، کازرون، ممسنی، باشت، دشت روم، چرام، رامهرمز، خرم‌آباد، الشتر، درود، ازنا، بروجرد، ملایر، نهاوند، همدان، ارومیه، میاندوآب، مهاباد، اردبیل و قزوین اشاره کرد.